# Carlos Moreno (meksykański piłkarz)
Carlos Agustín „Tanque” Moreno Luna (ur. 29 stycznia 1998 w Tecomán) – meksykański piłkarz występujący na pozycji bramkarza, od 2019 roku zawodnik Pachuki.